# Рунический календарь

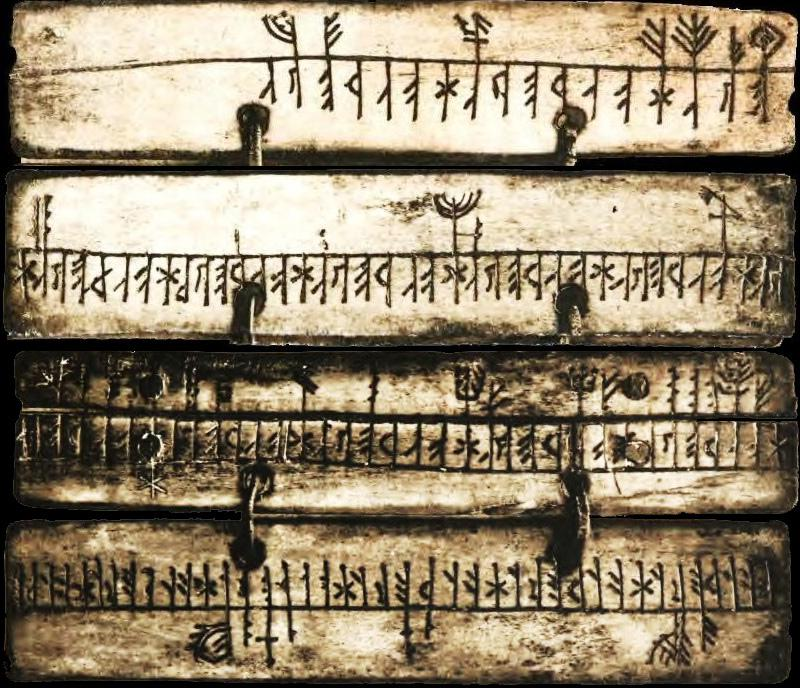
Младший рунический календарь фуртхарк

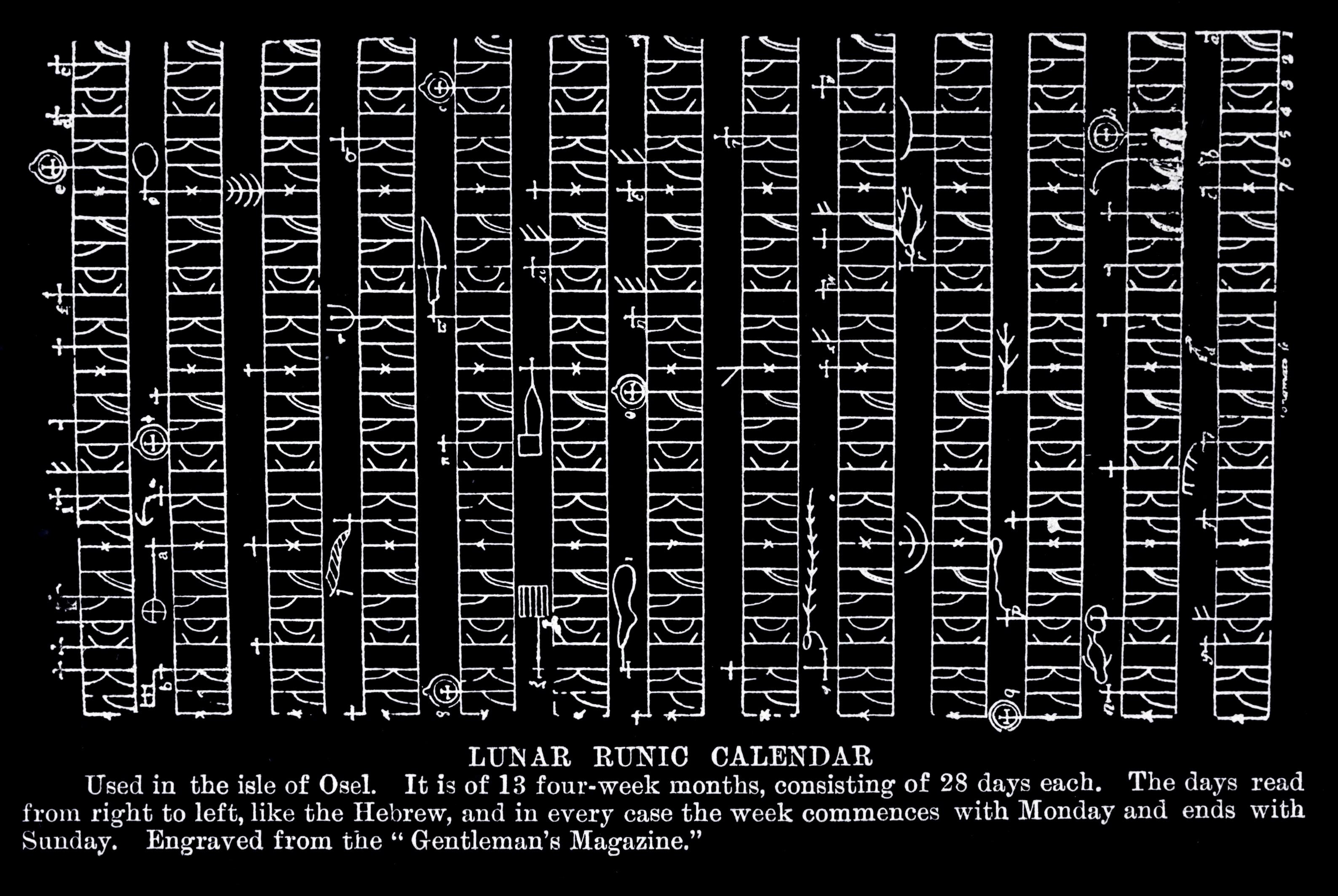
Рунический календарь с эстонского острова Сааремаа с указанием каждого месяца на отдельной деревянной доске

Рунический календарь (также рунический посох или рунический альманах) — это вечный календарь, варианты которого использовались в Северной Европе до XIX века. Типичный рунический календарь состоял из нескольких горизонтальных линий символов, расположенных один над другим. Особые дни, такие как солнцестояние, равноденствия и празднования (включая христианские праздники и фестивали), были отмечены дополнительными линиями символов.
Рунические календари писали на пергаменте или высекали на шестах из дерева, кости или рога. Самый старый из известных и единственный из средневековья — это посох из Нючёпинга, Швеция, датируемый XIII веком. Большая часть из нескольких тысяч уцелевших — это деревянные календари XVI и XVII веков. В XVIII веке рунические календари переживали возрождение, а календари, датируемые примерно 1800 годом, были сделаны в виде латунных табачных коробок.
Календарь основан на 19-годичном Метоновом цикле, учитывающем соотношения Солнца и Луны, но календарь не подтверждает знания о длине тропического года или о использовании високосных лет. Две скользящие половинки выравниваются и устанавливаются в начале каждого года при наблюдении первого полнолуния после зимнего солнцестояния. Первое полнолуние также знаменовало дату Дистинга, языческого праздника.

## Метки
В одной строке были выложены 52 недели по 7 дней с использованием 52 повторений первых семи рун Младшего Футарка. Руны, соответствующие каждому дню недели, менялись из года в год.

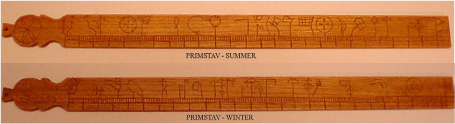
Рунический календарь

В другой строке дни были отмечены одним из 19 символов, представляющие 19 «золотых чисел» Метонова цикла. В ранних календарях каждый из 19 годов цикла был представлен руной; первые 16 были рунами Младшего Футарка, три особые руны — на оставшиеся три года. Новолуние приходилось на этот день в течение этого года цикла. Например, в 18-м году цикла, новолуния приходятся на все даты, отмеченные твимадуром, символом 18-го года. Более поздние календари использовали для значений 1—19 пентадические цифры.

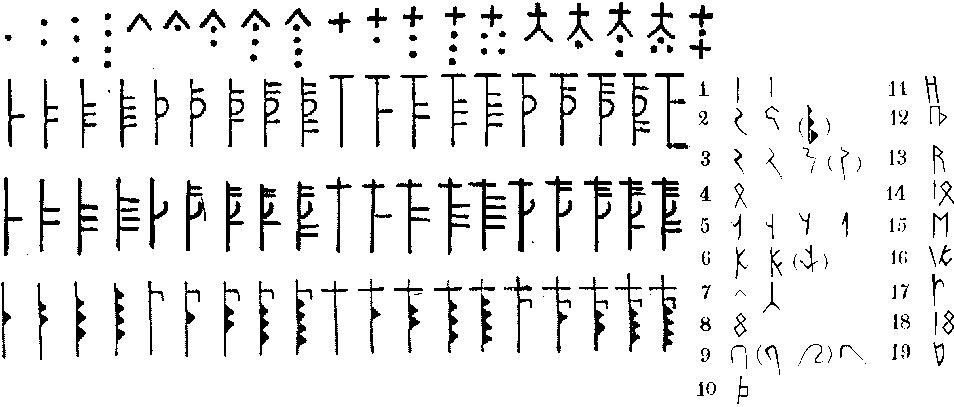
Обозначения девятнадцати «золотых чисел» в поздних рунических календарях

Поскольку этой системе нужно 19 рун для обозначения 19 «золотых чисел», которые обозначали 19 лет цикла вечного календаря, Младшего Футарка было недостаточно, так как в нём было всего 16 символов. Было предложено решение добавить три специальные руны для обозначения оставшихся чисел: арлауг (), «золотое число» 17; tvimadur или tvímaður (), «золотое число» 18; и belgthor (), «золотое число» 19.

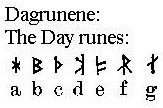
Обозначения дней семью рунами на ранних рунических календарях

Версия с использованием латинского алфавита для будних дней и арабских цифр для «золотых чисел» была напечатана в 1498 году как часть Breviarium Scarense.

## Примстав

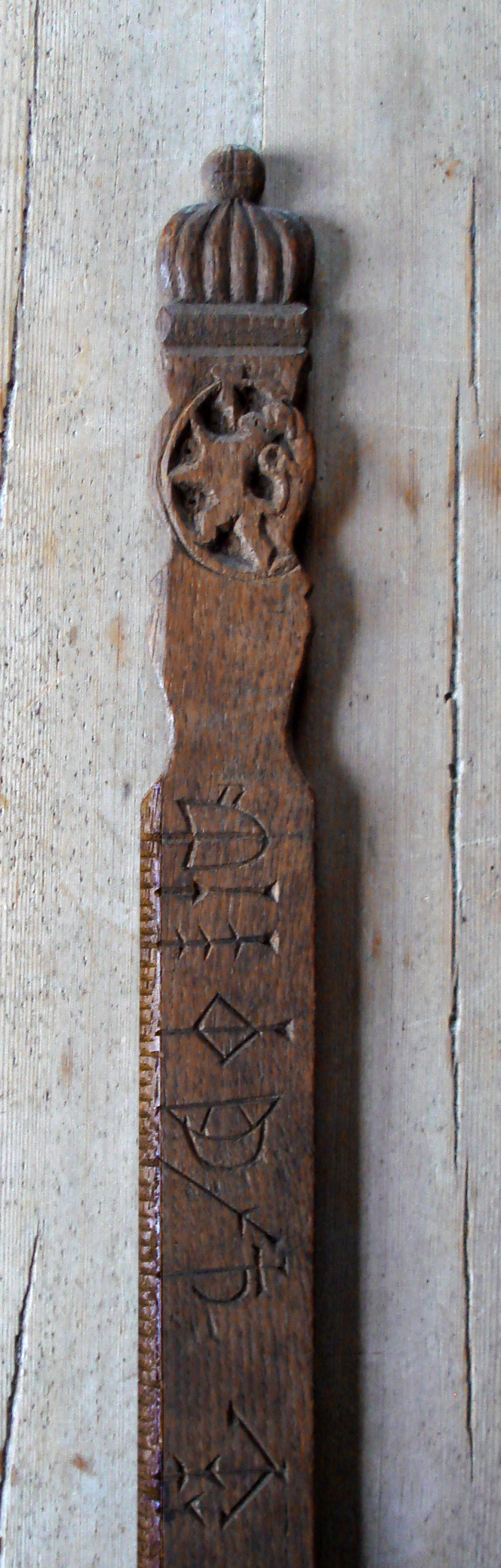
Примстав из Hallingdal с гербом Норвегии, XVII век

Примстав — это древняя норвежская календарная палочка. На них были выгравированы изображения вместо рун. На изображениях изображены различные неподвижные религиозные праздники. Самый старый из сохранившихся примставов датируется 1457 годом и выставлен в Norsk Folkemuseum.

## Современное использование
Приверженцы эстонской национальной религии Маауск издают рунические календари (эст. sirvilauad) ежегодно с 1978 года.